# Georg Weifert

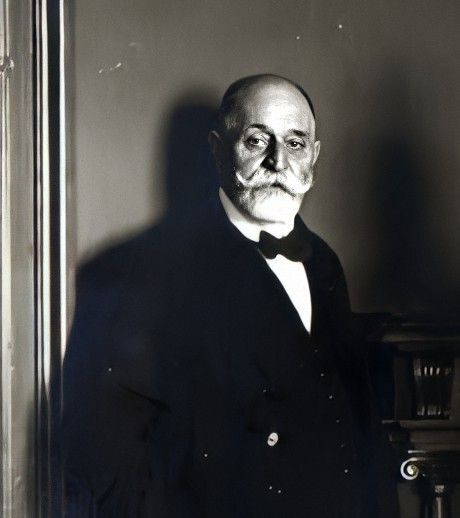
Georg Weifert

Georg Weifert (serbisch Ђорђе Вајферт Đorđe Vajfert; * 15. Juni 1850 in Pančevo, Kaisertum Österreich; † 12. Januar 1937 in Belgrad) war ein serbisch-österreichischer Brauereibesitzer, dritter Gouverneur der Zentralbank des Königreichs Serbien und erster Gouverneur der Zentralbank des Königreichs der Serben, Kroaten und Slowenen. Zudem gilt er als Begründer des modernen Bergbauwesens in Serbien.

## Biographie
Nach Abschluss einer ökonomischen Fachhochschulausbildung in Budapest absolvierte Georg Weifert die Braumeisterschule in Weihenstephan, Oberbayern. 1867 wurde er dort Mitglied des Corps Agronomia. Im Jahre 1872 erhielt er die serbische Staatsbürgerschaft und übernahm die von seinem Vater Ignaz Weifert zwei Jahre vorher gegründete Brauerei in Belgrad, dem ersten modernen Brauereibetrieb im damaligen Serbien. Bei den Pariser Weltausstellungen der Jahre 1889 und 1900 wurde das Belgrader Weifert Bier mehrfach ausgezeichnet.
Georg Weifert investierte seinen Gewinn in ein Braunkohlebergwerk bei Kostolac, ein Kupferbergwerk bei Bor und ein Steinkohlebergwerk bei Podvis (Knjaževac). Mit seinen modern strukturierten Betrieben wurde er zum reichsten Mann des damaligen Serbien und galt als größter Industrieller im späteren Jugoslawien.

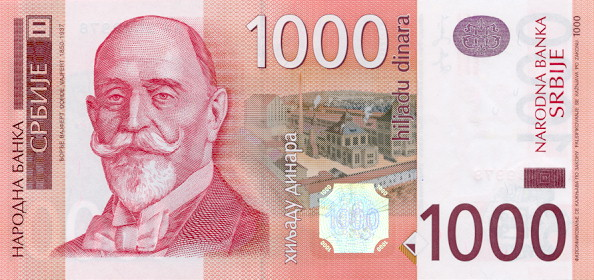
1000-Dinar-Banknote

1890 wurde Weifert zum Gouverneur der Zentralbank des Königreichs Serbien ernannt. Er bekleidete dieses Amt bis 1902 und von 1912 bis 1918. In dieser Zeit bemühte er sich um die Werterhaltung des serbischen Dinars. Wegen seiner Verdienste wurde Weifert schließlich 1919 zum Gouverneur der Zentralbank des neu gegründeten Königreichs der Serben, Kroaten und Slowenen. Die von ihm mitgetragene Regierungsverordnung über den Wechselkurs für den Umtausch der österreichisch-ungarischen Krone in den neuen Dinar führte auch zu großer Kritik, da der alte Dinar 1:1 in den neuen Dinar umgetauscht wurde, die Krone dagegen im Verhältnis 4:1, was vielfach zu Vermögensverlusten derjenigen Staatsbürger führte, die vormals Staatsbürger von Österreich-Ungarn waren. Im Jahre 1926 wurde er zum Ehrenvorsitzenden der Zentralbank gewählt. Sein Porträt ist auf der aktuellen 1000-Dinar-Banknote der Republik Serbien abgebildet.

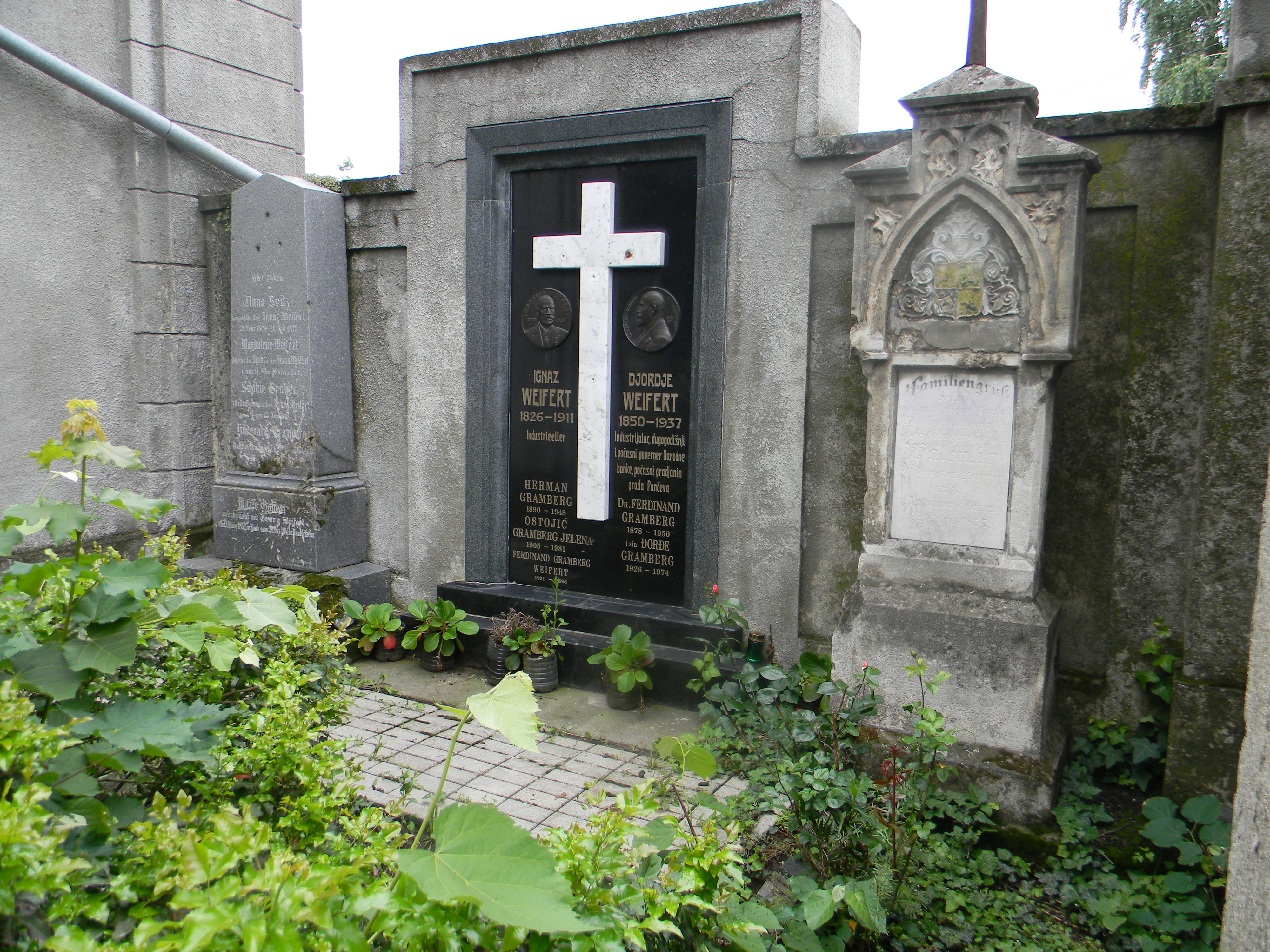
Familiengrab in Pančevo

Weifert gehörte seit 1890 der Freimaurerloge Bruderschaft in Belgrad an und war im Jahr 1922 Mitbegründer der Großloge des Königreichs der Serben, Kroaten und Slowenen. Er galt als bedeutender Mäzen und Förderer humanitärer, karitativer und kultureller Einrichtungen. Im Jahre 1921 wurde er Präses des Banater Feuerwehrverbandes. In seiner Geburtsstadt wurde eine von ihm finanzierte römisch-katholische Kirche am 26. Juli 1923 zu Ehren seiner Mutter der heiligen Anna geweiht. Im selben Jahr zeichnete ihn Alexander I. persönlich mit einem Orden für seine Verdienste aus. Weifert vermachte auch in dem Jahr seine Sammlung antiker Münzen der Universität Belgrad und initiierte die Überführung des verstorbenen Komponisten Stevan Mokranjac in ein Ehrengrab der Stadt Belgrad.  Im Jahre 1924 ließ er den Eingang zum römisch-katholischen Friedhof von Pančevo mit einem neuen Portal gestalten. Im Januar 1937 wurde er auf dem dortigen Friedhof im Familiengrab beigesetzt.